# Manfred Fischer (Fußballspieler, 1995)
Manfred Fischer (* 6. August 1995 in Birkfeld) ist ein österreichischer Fußballspieler.

## Karriere
Fischer begann seine Karriere bei der Union Birkfeld. 2006 kam er in die Jugend des SC Weiz. 2009 wechselte er zum Grazer AK und kam zudem in die AKA HIB Liebenau. Im Frühjahr 2013 wechselte er zum DSV Leoben. Im Mai 2013 stand er gegen die Union St. Florian erstmals im Kader der ersten Mannschaft der Leobener, die zu Saisonende in die Landesliga abstieg. Nach dem Abstieg debütierte er im August 2013 in dieser, als er am ersten Spieltag der Saison 2013/14 gegen den FC Gleisdorf 09 in der Halbzeitpause für Marcel Steiner eingewechselt wurde. Seinen ersten Treffer in der vierthöchsten Spielklasse erzielte er im März 2014 bei einer 4:2-Niederlage gegen Gleisdorf.
Zur Saison 2014/15 wechselte er in die Regionalliga zum SC Kalsdorf. Sein Debüt in der Regionalliga gab er im August 2014, als er am ersten Spieltag jener Saison gegen den SV Lafnitz in der Startelf stand und in der 73. Minute durch Albion Sedolli ersetzt wurde. Sein erstes Tor für Kalsdorf erzielte er im September 2014 bei einem 5:4-Sieg gegen den SC Weiz. Im Sommer 2015 wechselte er in die zweite Liga zum SC Wiener Neustadt. Sein Profidebüt gab er am ersten Spieltag der Saison 2015/16 gegen den SC Austria Lustenau. In zwei Saisonen für den SC Wiener Neustadt kam er zu 70 Pflichtspieleinsätzen und erzielte dabei 4 Treffer.
Zur Saison 2017/18 wechselte er zum Ligakonkurrenten TSV Hartberg.
Nach dem Aufstieg von Hartberg in die Bundesliga schloss er sich zur Saison 2018/19 dem ebenfalls erstklassigen SCR Altach an, bei dem er einen bis Juni 2020 laufenden Vertrag erhielt. Im Juli 2018 debütierte er in der höchsten Spielklasse, als er am ersten Spieltag jener Saison gegen die SV Mattersburg in der 68. Minute für Stefan Nutz eingewechselt wurde. Am darauffolgenden Spieltag stand er gegen den SK Rapid Wien erstmals in der Startelf der Altacher in der Liga. Sein erstes Tor in der Bundesliga erzielte er im August 2018 bei einer 3:2-Niederlage gegen den FC Red Bull Salzburg. In drei Spielzeiten in Vorarlberg kam der Mittelfeldspieler zu 86 Bundesligaeinsätzen, in denen er 17 Tore erzielte.
Nach der Saison 2020/21 verließ er Altach und wechselte zum Ligakonkurrenten FK Austria Wien. Im Mai 2023 wurde sein Vertrag bis Sommer 2027 verlängert.